# Novi Sad (Band)

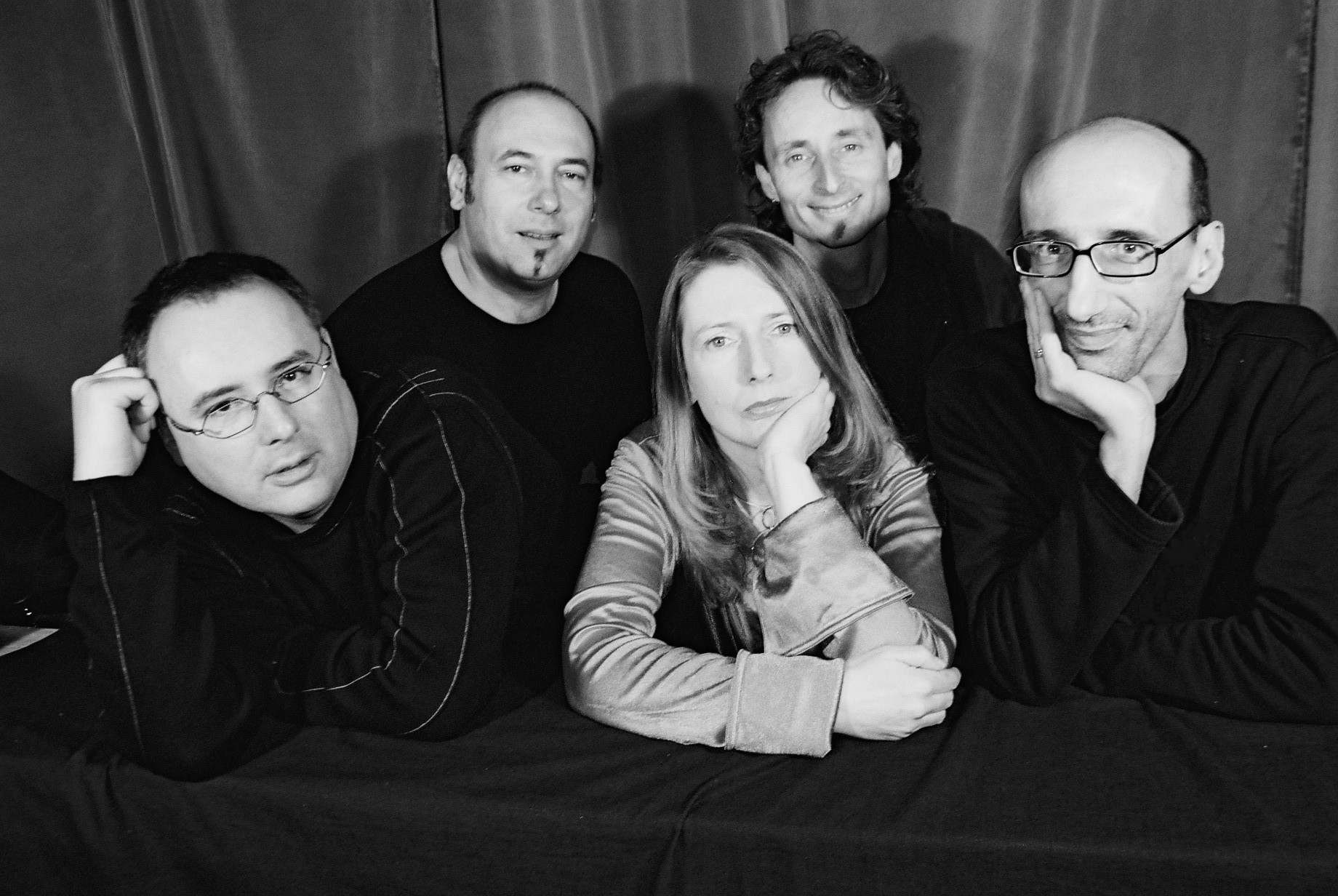

Novi Sad ist eine 1988 in Wien gegründete österreichische Musikgruppe. Sie gehört zu den Wegbereitern der österreichischen Independent-Szene. Die Musik vermengt Stilelemente von Pop, Chanson, Folk, Jazz und Minimal. Die Wiener Stadtzeitung Falter hat sie als „Großmeister des intimen Popsongs“ bezeichnet.

## Geschichte
Novi Sad wurde von der Sängerin Evelyn Blumenau, dem Gitarristen Klaus Schuch aka Paris1914, dem Synthesizer-Spieler Ludwig Zeininger aka Wiggo-tse und dem Schlagzeuger Manfred Scharf aka Moonday gegründet. Zuvor haben die Musiker bereits mit Peter Purgathofer bei der Popband Wiener Aderlass Orchester gespielt. Ihr erster Auftritt erfolgte im Wiener Musicclub Chelsea im Jahr 1989. 1990 veröffentlichten sie den ersten Longplayer Nuts 'n' Berries auf Vinyl auf dem Label der Extraplatte. 1991 wurde die Gruppe zum New Music Seminar nach New York eingeladen und absolvierte Konzerte im The Bitter End und im The Limelight. 1989 und 1992 komponierten Novi Sad die Musik zu zwei Filmen der österreichischen Regisseurin Gabriele Mathes.
Während der Aufnahmen zum zweiten Album Dreaming Starts Here, das auf CD erschien, verließ Wiggo-tse die Band. Ihm folgten 1992 der Bassist Robert Worel aka Wurli und der Gitarrist Erik Glaser aka Lützi. Es folgten Tourneen in Südosteuropa. Lützi verließ die Band bereits drei Jahre später, hat die Band aber bei den weiteren Alben im Studio unterstützt. Anfang der 2000er Jahre entwickelten Novi Sad gemeinsam mit dem Wiener Schauspieler und Kabarettisten Tristan Jorde das Ernst-Jandl-Lesungskonzert du sprecken deuts?, das in Österreich, England und Georgien aufgeführt wurde. Bis 2002 agierten Novi Sad als Quartett. Bei den Aufnahmen für das sechste Album europe's other side spielte bereits Stephan Lanner aka St. Stephan bei mehreren Songs Schlagzeug. Kurz danach wurde er zum fixen Bandmitglied und Moonday wechselte von den Drums zum Akkordeon. Seit dieser Zeit spielen Novi Sad überwiegend als Quintett, manchmal unterstützt von Gastmusikern. Josef Resch, einer der Gastmusiker auf Himmel and Hölle wurde danach fixer Keyboarder der Band. Evelyn Blumenau schied 2023 aufgrund einer schweren Krankheit aus, ist aber weiterhin als Audio-Künstlerin und Autorin tätig. Die neue Sängerin der Band ist Lilian Grof.

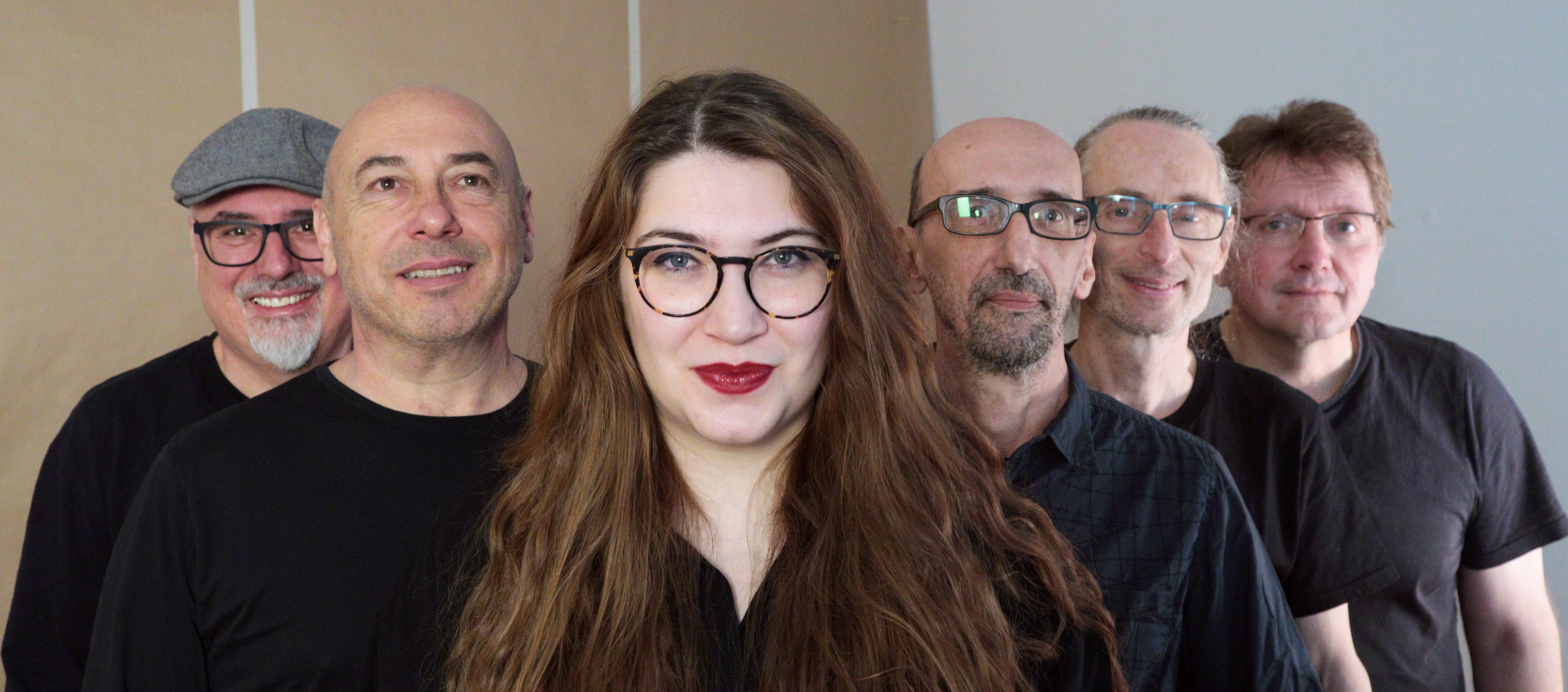
Novi Sad 2023

## Diskografie
- 1990 Nuts ’n’ Berries, LP, Vinyl, erschienen auf Extraplatte EX 110
- 1992 Dreaming Starts Here, LP, CD erschienen auf World Culture Aid (WCA-1) und MC im Vertrieb von RIVA Sound
- 1994 Super oder normal, Maxi-CD erschienen auf World Culture Aid (WCA-99) im Vertrieb von GASH
- 1995 Home Is in My Shoes, LP, großteils live-Mitschnitte, CD und MC erschienen auf RIVA Sound und World Culture Aid
- 1999 Music for the Time After Rock ’n’ Roll, LP, CD erschienen auf World Culture Aid (WCA-72) im Vertrieb von Hoanzl
- 2003 europe's.other.side, LP, CD erschienen auf World Culture Aid (WCA-80)
- 2008 Rise, Doppel-LP, CD, erschienen auf Extraplatte EX 810-2
- 2012 16 Songs/22 Years, CD mit Buch, erschienen auf Lindo Records (lindo 016)
- 2013 Almond Trees and Roses, CD, erschienen auf Lindo Records (lindo 023) im Vertrieb von Hoanzl
- 2016 Himmel and Hölle, CD, erschienen auf Lindo Records (lindo 039) im Vertrieb von Hoanzl
- 2017 Die Wöd is so bitter, (Vertonung von Ernst Jandl) erschienen auf dem Sampler Wienmusik, 2017, monkey music (MONCD143) im Vertrieb von Hoanzl
- 2021 Wunderschönes Tier, CD, erschienen auf Schallter/monkey (SCHALLCD008) im Vertrieb von Rough Trade
- 2021 Fiebermesser, erschienen auf dem Sampler Wienmusik, 2021, monkey music (MONCD161) im Vertrieb von Hoanzl
- 2021 Best OFF + Wunderschönes Tier Doppelvinyl, erschienen auf Schallter/monkey (SCHALL049) im Vertrieb von Rough Trade

## Genre-übergreifende Kunstprojekte
- 1989 Filmmusik zum Kurzspielfilm I am going to fuck you back to the stoneage von Gabriele Mathes
- 1992 Filmmusik zum Spielfilm Alarmstufe Rot! von Gabriele Mathes
- seit 1992 Zusammenarbeit mit dem Wiener Maler und Installationskünstler Robert Resac, der für die Band beim Artwork und Cover mehrerer Alben mitgestaltete (Dreaming Starts Here, Super oder normal, europe's.other.side und Almond trees and roses)
- 1993 Bühnenbildinstallationen von Robert Resac zu Konzerten von Novi Sad im WUK (Kulturzentrum) und Flex (Club)
- 1994 Live-Painting von Robert Resac zu einem Konzert der Band im Ernst-Kirchweger-Haus
- 2001 Erstaufführung des Ernst-Jandl-Tributlesungskonzerts Du sprecken deuts? mit Tristan Jorde. Auslandsaufführungen in Oxford und Tiflis wurden vom Österreichischen Kulturforum unterstützt.
- 2004 Multi-Media-Kooperation mit Robert Resac anlässlich des 30-jährigen Todestags von Nick Drake im Porgy & Bess (Jazzclub)
- ab 2008 Vertonung von Lyrik des österreichischen Schriftstellers Christian Schwetz und gemeinsame Musik/Text/Kombinat-Live-Aufführungen
- 2013 Erstellung des Radiobeitrags In the line with earth mit gecko-art zum Earth Overshoot Day
- 2013 entsteht im Rahmen des TASTE-Projekts (Veza lebt) die Auftragskomposition Von Meiner Weiten – ein Lied für Veza Canetti.
- 2021 Wunderschönes Tier wird als interdisziplinäres Kunstprojekt in Form einer CD (Novi Sad) und als Buch (von Christian Schwetz) veröffentlicht Edition Libica.[4]